# NN-12
La carretera NN‑12 es una vía departamental secundaria prevista en el departamento de Chinandega. Se presume que enlaza con la autopista nacional NIC-12B, dado su identificador y localización, aunque no hay confirmación pública exacta de su trazado o longitud.

## Estado y trazado
Aunque no existen datos oficiales accesibles sobre su inauguración o longitud, la nomenclatura sugiere que esta ruta sirve de conexión local hacia la NIC-12B. Si bien GPS publicados como TravelMapping y Google Maps no la distinguen claramente, su inclusión formal en el sistema (prefijo "NN") implica que está registrada en los inventarios del MTI.

## Cruce relevante
- NIC-12B – Enlace oeste.